# Широкореченский мемориал
Широкореченский военно-мемориальный комплекс — объект культурного наследия Свердловской области. Открыт после реставрации в 2015 году.

## История мемориала
История мемориала начинается с 1946 года, когда на бывшем Военном кладбище с захоронениями умерших в военном госпитале бойцов (1941—1946) был поставлен первый обелиск.
К празднованию тридцатилетия Победы в Великой Отечественной войне в 1975 году был сооружен торжественный мемориал. Первоначально комплекс назывался «Место захоронения 814 воинов, умерших от ран в госпиталях г. Свердловска». Авторы: художник М.Ф. Фаттахутдинов, архитекторы — Г. И. Белянкин, А. Е. Заславский, архитектор-проектировщик — В. В. Пермяков. Все захоронения воинов, погибших в тыловых уральских госпиталях, были перенесены в единую Братскую могилу, установлена памятная стела, созданы элементы декора мемориала.
В 1985 году была произведена небольшая реконструкция, увеличен обелиск. В остальном мемориал сохранил свой первоначальный вид.

## Реставрация
К 70-летию Победы в Великой Отечественной войне мемориал обрел новый современный облик. Творческо-производственное объединение «Екатеринбургский художественный фонд» по заказу Администрации города Екатеринбурга провело масштабные реставрационные, строительные и монументально-декоративные работы на Широкореченском мемориале. Впервые в истории г. Свердловска и г. Екатеринбурга на мемориале был зажжен Вечный огонь в память погибших в годы ВОВ.
Была создана художественная ретроспектива ВОВ, в новых бронзовых монументально-исторических рельефах «Вехи Великой войны» (авторы Сергей Титлинов, Александр Медведев, Андрей Чернышев) отражены основные битвы, песенное и стихотворное творчество, портреты героев.
Торжественное открытие обновленного мемориала прошло в канун Дня Победы — 5 мая 2015 года.

## Монументально-историческое наполнение
Неотъемлемой и важной частью отреставрированного Широкореченского мемориала в Екатеринбурге стал вновь созданный цикл крупномасштабных монументальных барельефов «Вехи Великой войны», посвященных основным битвам и страницам истории Великой Отечественной войны: «Битва за Москву», «Блокада Ленинграда», «Сталинградская битва», «Битва на Курской дуге», «Освобождение Европы от нацизма» и «Победители».
Рецензентами барельефов выступали специалисты Государственного Русского музея (г. Санкт-Петербург) и Государственного музея-панорамы «Сталинградская битва».
Профессиональные рецензенты: искусствоведы, философы и культурологи отмечали новаторство в пластическом и смысловом воплощении произведений.
В процессе создания барельефов проводилась «общественная приемка» произведений. Свыше 500 человек обсуждали барельефы во время презентаций и телемостов, в том числе и с городами-героями Санкт-Петербургом и Волгоградом.
По замыслу авторского коллектива (С. Титлинов, А. Медведев, А. Чернышев) в каждый из барельефов вплавлены исторические реликвии военных лет, специально присланные поисковыми отрядами Подмосковья, Курска, Орла, Государственным музеем Сталинградской битвы, Государственным военно-историческим музеем-заповедником «Прохоровское поле» и другими.
Автор и руководитель авторского коллектива С. В. Титлинов по многочисленным просьбам уральцев регулярно проводит экскурсии по мемориалу, рассказывая о содержании монументальных произведений.
Круглогодично мемориал посещают представители разных возрастов, национальностей, религиозных конфессий. Среди них: педагоги и ученики общеобразовательных школ г. Екатеринбурга и Свердловской области, воскресных школ Екатеринбургской епархии, еврейской гимназии «ОР-АВНЕР», делегации духовного управления мусульман Свердловской области, Екатеринбургской епархии, ветеранов войны, труда, блокадников, бывших узников гетто и нацистских концлагерей, тружеников тыла. В рамках специального визита делегация Совета при Президенте Российской Федерации по развитию гражданского общества и правам человека возлагала цветы к Вечному огню Широкореченского мемориала.

## Галерея
- Цикл барельефов Вехи Великой войны
- Вечный огонь
- Автор С. Титлинов рассказывает о барельефах педагогам школ Екатеринбурга
- Дети — узники концлагерей. Фрагмент барельефа
- Братская могила Широкореченского мемориала
- Выступление автора С. Титлинова с рассказом о своих произведениях